# 赫里 (馬里蘭州)
赫里（英語：Hurry）是美國馬里蘭州聖瑪麗斯縣一個非建制地區，其海拔為41米（135英尺）。當地曾經在1897年至1959年期間設有一所與該地區同名的郵政局，而其名稱本身也較為晦澀。